# 大奥尔伯斯多夫
大奥尔伯斯多夫（德語：Großolbersdorf）是德国萨克森州的市镇，隶属于厄尔士山县。总面积为22.57平方千米，截至2023年12月31日总人口为2,731人。